# Gudeg

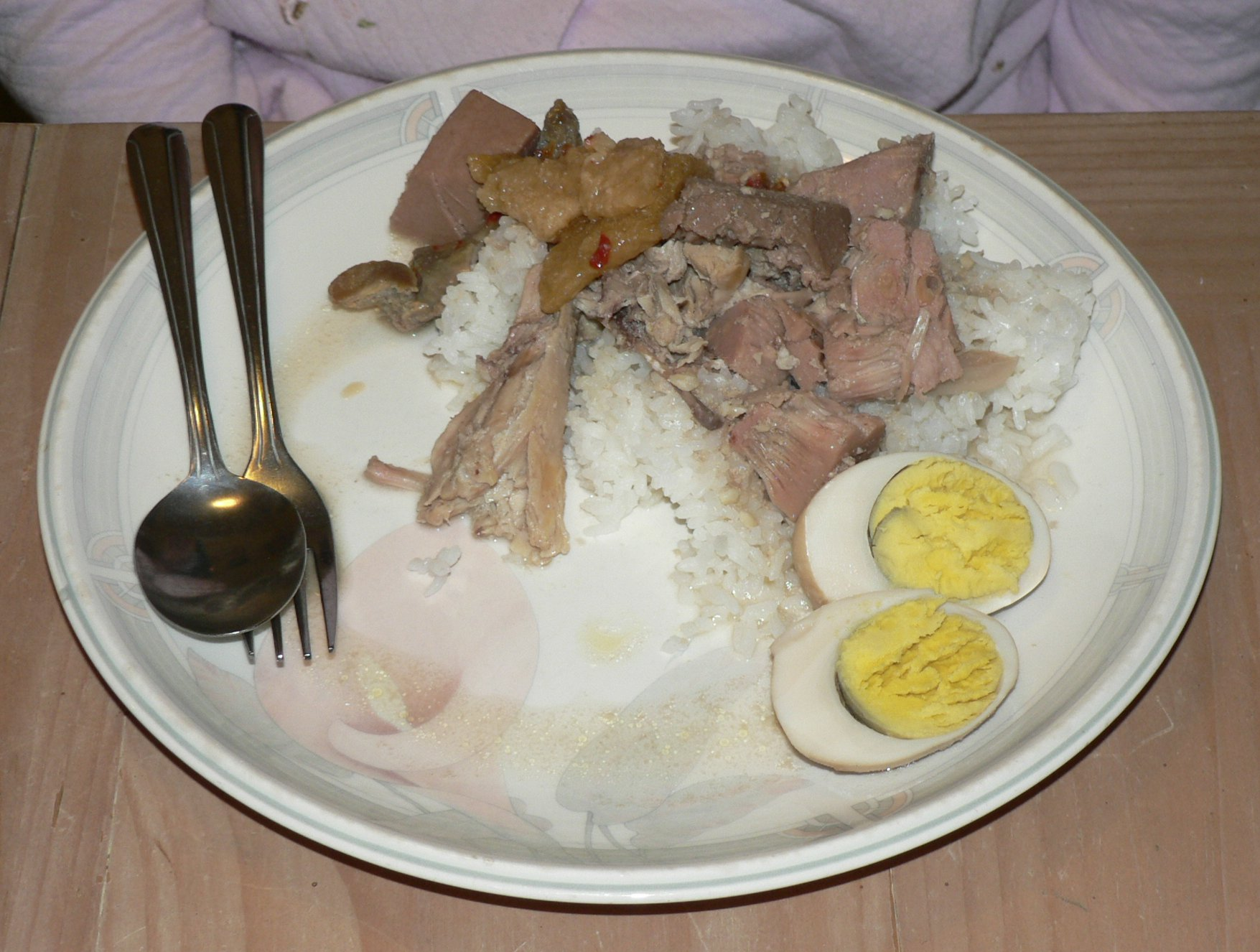
Nasi Gudeg mit Ei

Gudeg ist ein traditionelles Gericht der indonesischen Küche. Es stammt aus Zentral-Java und ist insbesondere in der der Stadt Yogyakarta und ihrer Umgebung verbreitet.

## Zubereitung
Die Hauptzutaten sind junge, unreife Früchte des Jackbaumes, welche über mehrere Stunden in Kokosmilch gekocht werden. Im Gegensatz zum Fruchtfleisch reifer Jackfruits, das weich, leuchtend gelb, ölig und sehr süß schmeckt, hat junge Jackfruit eine dichte Konsistenz und ist etwas trocken, gummiartig, weißlich oder hellcremefarben und kann nicht roh gegessen werden. Nach dem Schälen der Haut wird die junge Jackfruit in kleine Stücke geschnitten und zunächst in kochendem Wasser weich gekocht. Danach werden die Jackfruitstücke mit Kokosmilch übergossen – oft mit Kokoswasser vermischt, mit bestimmten Gewürzen gewürzt und lange gekocht – meist vier bis sechs Stunden. Verfeinert wird der Geschmack mit klein gehackten und pürierten Schalotten und Knoblauch. Das Gericht wird mit Thai-Ingwer, Koriander, Kemirinuss, Blättern der Kaffernlimette und Palmzucker. Außerdem werden Teakbaumblätter hinzugefügt, um das Gericht rötlich zu färben. Das Gericht wird mit Reis, Hühnerfleisch, Tofu, Tempeh und hartgekochten Eiern serviert.

## Verbreitung
Nasi Gudeg ist in Yogyakarta und Umgebung ein beliebtes Street-Food- und Studentengericht.